# 295473 Cochard
295473 Cochard è un asteroide della fascia principale. Scoperto nel 2008, presenta un'orbita caratterizzata da un semiasse maggiore pari a 3,0217235 UA e da un'eccentricità di 0,0618649, inclinata di 4,46460° rispetto all'eclittica.
L'asteroide è dedicato all'astronomo amatoriale francese François Cochard.